# 8044 Tsuchiyama
8044 Tsuchiyama (1994 YT) là một tiểu hành tinh vành đai chính được phát hiện ngày 28 tháng 12 năm 1994 bởi T. Kobayashi ở Oizumi.